# آبشار آپر وایت واتر
آبشار آپر وایت واتر (به انگلیسی: Upper Whitewater Falls) آبشاری است که در کارولینای شمالی واقع شده و ارتفاع کلی ریزشگاه آن ۴۱۱ فوت (۱۲۵ متر) است.